# Усадьба Демидова (переулок Гривцова)
Усадьба Демидова — памятник архитектуры. Расположена в Санкт-Петербурге, современный адрес — переулок Гривцова, 1, 5, набережная реки Мойки, 64, Казанская улица, 29.
Изначально участок, на котором расположена усадьба, шёл от Мойки до современной Гороховой улицы, на нём был в XVIII веке построено деревянное усадебное здание. В 1755—1756 годах на его месте отстроили двухэтажный каменный дом, в центре которого расположен аттиковый этаж и открытая терраса на чугунных колоннах ионического ордера, отлитых на заводах владельца усадьбы. С террасы в сад ведут криволинейные барочные лестницы. Садовый фасад также украшен литыми из чугуна скульптурными деталями. Садовый фасад сохранил оформление в стиле развитого русского барокко, остальные в начале XIX века были оформлены в стиле классицизма. На первом этаже сохранились своды середины XVIII века, внутренняя лестница в центральной части с опирающимися на своды площадками относится к концу XVIII века, а на некоторых перекрытиях второго этажа сохранилась роспись начала XIX века. Архитекторами дома были, вероятно, С. И. Чевакинский или А. Ф. Кокоринов (зять Г. А. Демидова). С 1830 года в доме был расположен Английский клуб («Английское собрание»), упомянутое в «Пиковой даме» А. С. Пушкина.
Со стороны Мойки парадный двор ограничивали два симметричных двухэтажных служебных корпуса, с противоположной стороны дома находился регулярный (яблоневый) сад ( Объект культурного наследия народов РФ федерального значения. Рег. № 781520381170046 (ЕГРОКН). Объект № 7810025004 (БД Викигида)). По улице со стороны сада было построено два жилых здания, которые в 1770-е годы были объединены в одно (Казанская улица, 29/5). Двухэтажные флигеля со стороны набережной в XIX веке были перестроены в пятиэтажные доходные дома, которые заслонили собой основной корпус. Также в начале века на месте сада построили деревянные оранжереи, а в начале 1820-х годов — два каменных здания, одно из них, северное, было одноэтажным, но вскоре надстроено ещё на этаж. На лицевом фасаде северного корпуса были пилястры и прочая лепнина. В 1834—1835 годы оба здания объединили третьим и четвёртым (аттиковым) этажами по проекту Л. И. Шауфельберга, при этом украшения с северного корпуса сбили. На южном украшения, среди которых выделяются маски замковых камней и рельефный пояс с грифонами над вторым этажом, остались; этот дом был продан другому владельцу и известен как дом Шмидта. На территории усадьбы были и другие хозяйственные постройки, в частности, первый в России кегельбан ( Объект культурного наследия народов РФ федерального значения. Рег. № 781510381170036 (ЕГРОКН). Объект № 7810025003 (БД Викигида)).
В одном из домов усадьбы, на месте которого сейчас стоит дом 64 по Мойке, в 1862 году открылось Музыкальное училище, которое работало в этом здании около десяти лет.
В 1860-е годы в доме Шмидта жили Андрей Леонтьевич Гун и Пётр Павлович Шрейбер.
С 1870 года и до 1917 года усадьбой владел купивший её купец К. Б. Корлус. В советское время в здании размещалось ЦКБ «Айсберг».
15 октября 2022 года в здании усадьбы произошёл пожар.

## Галерея
- Танцевальный зал усадьбы
- Дом Шмидта, лепнина
- Дом Шмидта, лепнина